# 恰甘湖
恰甘湖（俄语：озеро Чаган）是1965年1月15日蘇聯當局進行沙甘核试验時在現今哈萨克斯坦形成的一个湖泊，该核試驗是苏联国民经济核爆炸计划的一部分。當時一个140千吨的装置被放置在沙干河乾河床178米深的洞中，爆炸产生了一个宽400米、深100米的巨坑，它通常被称为原子湖。該湖湖水来自额尔齐斯河的支流沙干河。